# Destination Set To Nowhere
Destination Set To Nowhere es el séptimo álbum de estudio de la banda italiana Vision Divine. Sigue en la voz el cantante Fabio Lione, y en guitarras Olaf Thorsen, en el bajo vuelve Andrea "Tower" Torricini, reemplazando a Cristiano Bertocchi, quien estuvo en los dos últimos álbum.

## Temas
1. S´i fosse foco
2. The Dream Maker
3. Beyond The Sun And Far Away
4. The Ark
5. Mermaids From Their Moons
6. The Lighthouse
7. Message To Home
8. The House Of The Angels
9. The Sin Is You
10. Here We Die
11. Destination Set To Nowhere

## Créditos
- Olaf Thorsen - Guitarra
- Fabio Lione - Vocalista
- Andrea "Tower" Torricini - Bajo
- Federico Puleri - Guitarra
- Alessio "Tom" Lucatti - Teclados
- Alessandro "Bix" Bissa - Batería